# See You on the Other Side
See You on the Other Side is het zevende album van de band Korn, uit 2005.
Voor het eerst werd dit gemaakt met slechts vier bandleden, omdat Brian "Head" Welch de band om religieuze redenen had verlaten. En het werd voorlopig David Silveria zijn laatste album.
Het album bevat enkele nieuwe invloeden, een groter 'industrial'-gehalte en minder depressieve trekkende muziek, maar blijft herkenbaar als Korn-werk. Dat is onder andere te horen aan de lyrics maar ook aan de soms heftige gitaarstukken in sommige nummers.

## Tracklist
1. Twisted Transistor - 4:11
2. Politics - 3:16
3. Hypocrites - 3:49
4. Souvenir - 3:50
5. 10 Or A 2-Way - 4:42
6. Throw Me Away - 4:41
7. Love Song - 4:19
8. Open Up - 6:15
9. Coming Undone - 3:20
10. Getting Off - 3:25
11. Liar - 4:15
12. For No One - 3:37
13. Seen It All - 6:19
14. Tearjerker - 5:05

Totale speelduur - 59:04